# Philadelphia Jack O’Brien

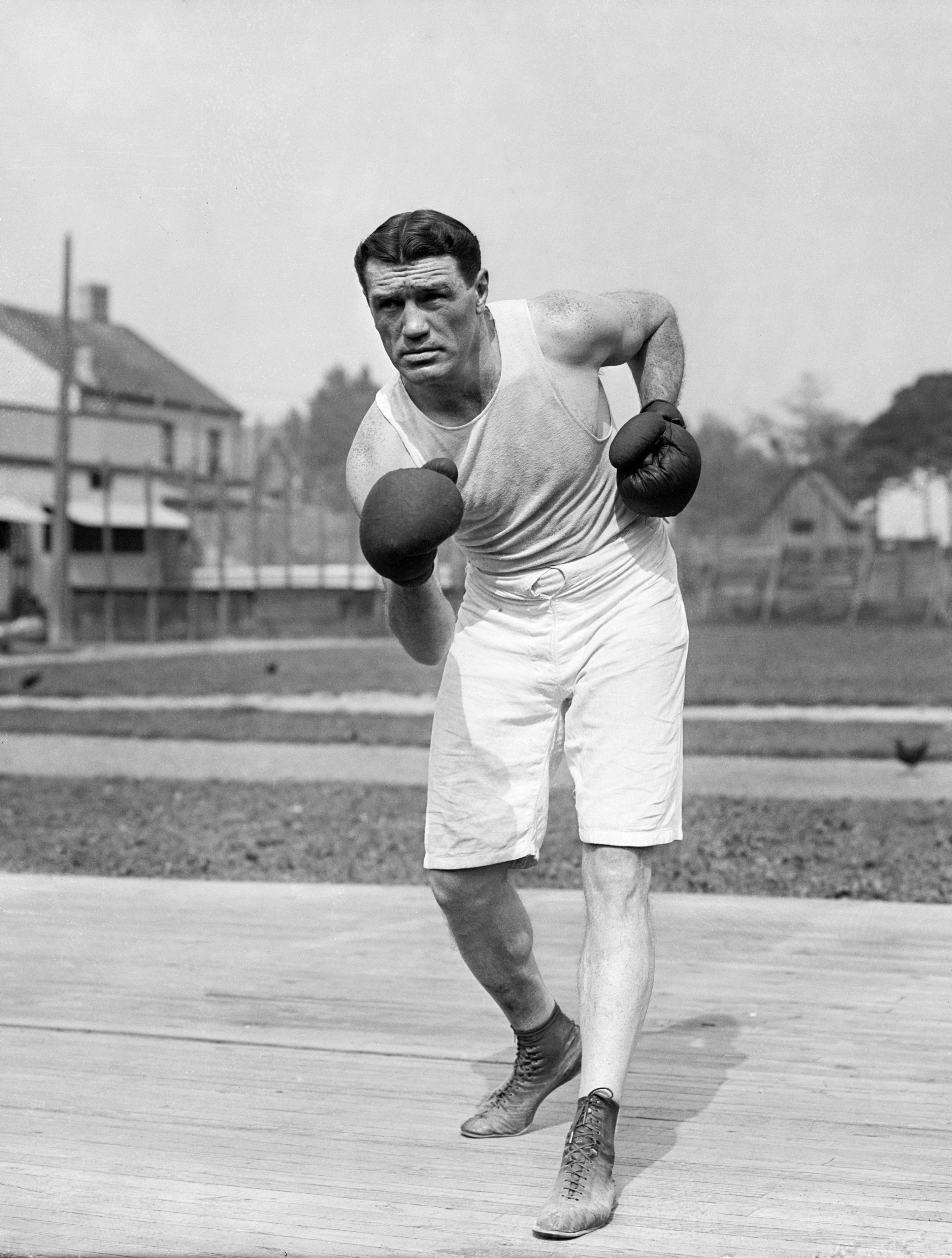
Philadelphia Jack O’Brien

Philadelphia Jack O’Brien (* 17. Januar 1878 in Philadelphia, Pennsylvania, USA; † 12. November 1942) war ein US-amerikanischer Boxer im Halbschwergewicht. Er errang am 20. Dezember 1905 den Weltmeistergürtel, als er den Briten Bob Fitzsimmons in der 13. Runde durch Aufgabe bezwang.